# Stassower See
Der Stassower See liegt südwestlich des Ortsteils Alt Stassow der Gemeinde Grammow im Landkreis Rostock, direkt neben der A 20. Das Westufer des Sees bildet die Gemeindegrenze zu Thelkow. Der See hat eine Nord-Süd-Ausdehnung von etwa 410 Metern und eine West-Ost-Ausdehnung von etwa 270 Metern. Das nördliche Seeufer ist moorig.